# Paradromulia lacteata
Paradromulia lacteata là một loài bướm đêm trong họ Geometridae.